# 1. Fußball-Club Saarbrücken 1979-1980
Questa voce raccoglie le informazioni riguardanti il 1. Fußball-Club Saarbrücken nelle competizioni ufficiali della stagione 1979-1980.

## Stagione
Nella stagione 1979-1980 il Saarbrücken, allenato da Slobodan Čendić, concluse il campionato di 2. Bundesliga al 5º posto. In Coppa di Germania il Saarbrücken fu eliminato al primo turno dal Freiburger.

## Rosa
| N. |                     | Ruolo | Calciatore         |
| -- | ------------------- | ----- | ------------------ |
|    | Germania (bandiera) | P     | Ralf Collmann      |
|    | Germania (bandiera) | P     | Dieter Ferner      |
|    | Germania (bandiera) | P     | Manfred Zintl      |
|    | Germania (bandiera) | D     | Jörg Marcinkowski  |
|    | Germania (bandiera) | D     | Walter Müller      |
|    | Germania (bandiera) | D     | Egon Schmitt       |
|    | Germania (bandiera) | D     | Werner Schreiner   |
|    | Germania (bandiera) | D     | Ernst Traser       |
|    | Germania (bandiera) | C     | Ludwig Denz        |
|    | Germania (bandiera) | C     | Werner Emmerich    |
|    | Germania (bandiera) | C     | Walter Hoffmann    |
|    | Germania (bandiera) | C     | Gerd Müller        |
|    | Germania (bandiera) | C     | Frank Niederländer |

| N. |                     | Ruolo | Calciatore         |
| -- | ------------------- | ----- | ------------------ |
|    | Germania (bandiera) | C     | Peter Rubeck       |
|    | Germania (bandiera) | C     | Norbert Schmidt    |
|    | Germania (bandiera) | C     | Aron Schöpfer      |
|    | Germania (bandiera) | C     | Horst Selling      |
|    | Germania (bandiera) | C     | Heinz Traser       |
|    | Germania (bandiera) | A     | Konrad Eickels     |
|    | Germania (bandiera) | A     | Werner Heck        |
|    | Germania (bandiera) | A     | Rainer Künkel      |
|    | Germania (bandiera) | A     | Günther Michl      |
|    | Germania (bandiera) | A     | Harald Reitz       |
|    | Germania (bandiera) | A     | Norbert Rolshausen |
|    | Germania (bandiera) | A     | Erich Unger        |

## Organigramma societario
Area tecnica
- Allenatore: Slobodan Čendić
- Allenatore in seconda:
- Preparatore dei portieri:
- Preparatori atletici:

## Calciomercato

### Sessione estiva
| Acquisti | Acquisti        | Acquisti   | Acquisti |
| R.       | Nome            | da         | Modalità |
| -------- | --------------- | ---------- | -------- |
| C        | Walter Hoffmann | FC Bitburg |          |

| Cessioni | Cessioni      | Cessioni            | Cessioni |
| R.       | Nome          | a                   | Modalità |
| -------- | ------------- | ------------------- | -------- |
| D        | Horst Bender  | Röchling Völklingen |          |
| A        | Peter Frenzle | SV Auersmacher      |          |
| A        | Rudi Kappes   | VfR Bürstadt        |          |
| P        | Norbert Sauer | VfR Bürstadt        |          |
| A        | Peter Schmidt | Dudweiler           |          |

### Sessione invernale
| Acquisti | Acquisti | Acquisti | Acquisti |
| R.       | Nome     | da       | Modalità |
| -------- | -------- | -------- | -------- |

| Cessioni | Cessioni | Cessioni | Cessioni |
| R.       | Nome     | a        | Modalità |
| -------- | -------- | -------- | -------- |

## Risultati

### 2. Bundesliga

#### Girone di andata
| Arbitro: | Aldinger |

|                                            |           |            |
| Künkel 50’, 54’ Traser 63’ (rig.) Heck 71’ | Marcatori | 84’ Jordan |

| Arbitro: | Vielsack |

|                                 |           |             |
| Leiendecker 6’ Michelberger 53’ | Marcatori | 60’ Schwarz |

| Arbitro: | Schmoock |

|                 |           |  |
| Seubert 4’, 34’ | Marcatori |  |

| 18 agosto 1979 4ª giornata |  | – Turno di riposo |  |  |

| Arbitro: | Brehm |

|  |           |               |
|  | Marcatori | 62’, 74’ Heck |

| Arbitro: | Jupe |

|                             |           |  |
| Heck 4’ Hoffmann 70’ (rig.) | Marcatori |  |

| Arbitro: | Kühne |

|                                       |           |  |
| Allgöwer 47’ Stichler 49’, 65’ (rig.) | Marcatori |  |

| Arbitro: | Dahler |

|                                                            |           |  |
| Heck 37’, 84’ Stadler 43’ (aut.) Emmerich 64’ Hoffmann 68’ | Marcatori |  |

| Arbitro: | Dreher |

|             |           |                     |
| Hofmann 11’ | Marcatori | 67’ Müller 82’ Heck |

| Arbitro: | Huster |

|                                   |           |  |
| Eickels 45’ Hoffmann 57’ Denz 82’ | Marcatori |  |

| Arbitro: | Langhans |

|              |           |                                      |
| Weninger 35’ | Marcatori | 10’, 48’ Künkel 17’ Heck 90’ Eickels |

| Arbitro: | Glaw |

|                      |           |                                 |
| Bührer 26’ Pisch 85’ | Marcatori | 7’ Heck 40’ Künkel 75’ Emmerich |

| Arbitro: | Kinzinger |

|                    |           |  |
| Künkel 4’ Heck 78’ | Marcatori |  |

| Arbitro: | Clajus |

|  |           |              |
|  | Marcatori | 51’ Emmerich |

| Arbitro: | Hontheim |

|  |           |                          |
|  | Marcatori | 62’, 72’ Schüler 75’ Löw |

| Arbitro: | Quindeau |

|                               |           |                        |
| Wagner 57’ Quasten 76’ (rig.) | Marcatori | 62’ (rig.), 90’ Traser |

| Arbitro: | Walz |

|                              |           |  |
| Künkel 34’ Traser 41’ (rig.) | Marcatori |  |

| Ulma 2 dicembre 1979 18ª giornata | Ulma    | 0 – 0 referto | Saarbrücken | Donaustadion (8 000 spett.)\| Arbitro: \| Walther \| |
| Arbitro:                          | Walther |               |             |                                                      |

| Arbitro: | Dreher |

|                      |           |                                             |
| Denz 49’ Eickels 75’ | Marcatori | 7’ Dittus 27’ Dohmen 79’ Krauth 83’ Wiesner |

| Arbitro: | Röder |

|                                    |           |                      |
| Weißberger 34’ Krostina 59’ (rig.) | Marcatori | 79’ Denz 89’ Eickels |

| Arbitro: | Dölfel |

|                       |           |            |
| Emmerich 52’ Heck 76’ | Marcatori | 64’ Collet |

#### Girone di ritorno
| Arbitro: | Tritschler |

|                                   |           |  |
| Täuber 20’ Susser 30’ Stocker 71’ | Marcatori |  |

| Arbitro: | Langhans |

|          |           |  |
| Heck 30’ | Marcatori |  |

| Arbitro: | Scheffner |

|                                  |           |  |
| Eickels 7’ Traser 18’ Künkel 56’ | Marcatori |  |

| 9 febbraio 1980 25ª giornata |  | – Turno di riposo |  |  |

| Arbitro: | Dellwing |

|  |           |                              |
|  | Marcatori | 58’ Frey 84’ Jordan 87’ Löhr |

| Arbitro: | Dücker |

|                                             |           |  |
| Milardovic 47’ Traser 56’ (aut.) Szaule 68’ | Marcatori |  |

| Arbitro: | Brückner |

|            |           |            |
| Traser 32’ | Marcatori | 68’ Dreher |

| Arbitro: | Sahner |

|               |           |                   |
| Schwemmle 25’ | Marcatori | 3’ Unger 44’ Heck |

| Arbitro: | Aulenbacher |

|                               |           |  |
| Traser 3’ Heck 13’ Künkel 29’ | Marcatori |  |

| Arbitro: | Messmer |

|                                      |           |  |
| Knecht 20’ (rig.) Grünewald 55’, 83’ | Marcatori |  |

| Arbitro: | Kühne |

|                                          |           |                         |
| Heck 57’ Schneider 76’ (aut.) Künkel 78’ | Marcatori | 17’ Hofmann 43’ Höfling |

| Arbitro: | Schmidhuber |

|                    |           |            |
| Best 14’ Weber 35’ | Marcatori | 89’ Künkel |

| Arbitro: | Brehm |

|                            |           |  |
| Künkel 26’ (rig.) Heck 75’ | Marcatori |  |

| Arbitro: | Ferro |

|                            |           |            |
| Geyer 16’ Hinterberger 79’ | Marcatori | 86’ Künkel |

| Saarbrücken 26 aprile 1980 36ª giornata | Saarbrücken | 0 – 0 referto | Röchling Völklingen | Ludwigsparkstadion (1 800 spett.)\| Arbitro: \| Nickel \| |
| Arbitro:                                | Nickel      |               |                     |                                                           |

| Arbitro: | Wohlfarth |

|                       |           |  |
| Schüler 65’ Reich 82’ | Marcatori |  |

| Arbitro: | Föckler |

|                              |           |               |
| Heck 29’ Traser 52’ Denz 70’ | Marcatori | 55’, 86’ Lenz |

| Arbitro: | Huster |

|                     |           |  |
| Wesseler 84’ (rig.) | Marcatori |  |

| Arbitro: | Kühne |

|                          |           |                                 |
| Traser 22’ Denz 58’, 81’ | Marcatori | 52’ Beller 68’ (rig.) Kubanczyk |

| Arbitro: | Aldinger |

|                                                |           |                     |
| Wiesner 55’ Günther 57’, 70’ Groß 62’ Bold 74’ | Marcatori | 71’ Denz 76’ Künkel |

| Arbitro: | Linn |

|                                                        |           |  |
| Künkel 24’ Denz 41’ Traser 61’ Emmerich 63’ Traser 65’ | Marcatori |  |

### Coppa di Germania
| Arbitro: | Clajus |

|                          |           |           |
| Seubert 65’ Ettmayer 73’ | Marcatori | 21’ Unger |

## Statistiche

### Statistiche di squadra
| Competizione      | Punti | In casa | In casa | In casa | In casa | In casa | In casa | In trasferta | In trasferta | In trasferta | In trasferta | In trasferta | In trasferta | Totale | Totale | Totale | Totale | Totale | Totale | DR  |
| Competizione      | Punti | G       | V       | N       | P       | Gf      | Gs      | G            | V            | N            | P            | Gf           | Gs           | G      | V      | N      | P      | Gf     | Gs     | DR  |
| ----------------- | ----- | ------- | ------- | ------- | ------- | ------- | ------- | ------------ | ------------ | ------------ | ------------ | ------------ | ------------ | ------ | ------ | ------ | ------ | ------ | ------ | --- |
| 2. Bundesliga     | 47    | 20      | 15      | 2       | 3       | 46      | 19      | 20           | 6            | 3            | 11           | 23           | 37           | 40     | 21     | 5      | 14     | 69     | 56     | +13 |
| Coppa di Germania | -     | 0       | 0       | 0       | 0       | 0       | 0       | 1            | 0            | 0            | 1            | 1            | 2            | 1      | 0      | 0      | 1      | 1      | 2      | -1  |
| Totale            | 47    | 20      | 15      | 2       | 3       | 46      | 19      | 21           | 6            | 3            | 12           | 24           | 39           | 41     | 21     | 5      | 15     | 70     | 58     | +12 |

### Andamento in campionato
| Giornata  | 1 | 2 | 3  | 4  | 5  | 6  | 7  | 8  | 9 | 10 | 11 | 12 | 13 | 14 | 15 | 16 | 17 | 18 | 19 | 20 | 21 | 22 | 23 | 24 | 25 | 26 | 27 | 28 | 29 | 30 | 31 | 32 | 33 | 34 | 35 | 36 | 37 | 38 | 39 | 40 | 41 | 42 |
| --------- | - | - | -- | -- | -- | -- | -- | -- | - | -- | -- | -- | -- | -- | -- | -- | -- | -- | -- | -- | -- | -- | -- | -- | -- | -- | -- | -- | -- | -- | -- | -- | -- | -- | -- | -- | -- | -- | -- | -- | -- | -- |
| Luogo     | C | T | T  |    | T  | C  | T  | C  | T | C  | T  | T  | C  | T  | C  | T  | C  | T  | C  | T  | C  | T  | C  | C  |    | C  | T  | C  | T  | C  | T  | C  | T  | C  | T  | C  | T  | C  | T  | C  | T  | C  |
| Risultato | V | P | P  |    | V  | V  | P  | V  | V | V  | V  | V  | V  | V  | P  | N  | V  | N  | P  | N  | V  | P  | V  | V  |    | P  | P  | N  | V  | V  | P  | V  | P  | V  | P  | N  | P  | V  | P  | V  | P  | V  |
| Posizione | 2 | 7 | 15 | 17 | 15 | 10 | 15 | 10 | 5 | 4  | 3  | 3  | 2  | 2  | 3  | 2  | 2  | 2  | 3  | 4  | 3  | 3  | 3  | 3  | 4  | 4  | 4  | 4  | 3  | 3  | 3  | 3  | 5  | 4  | 4  | 4  | 6  | 4  | 5  | 5  | 6  | 5  |

Legenda:

Luogo: C = Casa; T = Trasferta. Risultato: V = Vittoria; N = Pareggio; P = Sconfitta.

### Statistiche dei giocatori
| Giocatore       | 2. Bundesliga | 2. Bundesliga | 2. Bundesliga | 2. Bundesliga | Coppa di Germania | Coppa di Germania | Coppa di Germania | Coppa di Germania | Totale   | Totale | Totale      | Totale     |
| Giocatore       | Presenze      | Reti          | Ammonizioni   | Espulsioni    | Presenze          | Reti              | Ammonizioni       | Espulsioni        | Presenze | Reti   | Ammonizioni | Espulsioni |
| --------------- | ------------- | ------------- | ------------- | ------------- | ----------------- | ----------------- | ----------------- | ----------------- | -------- | ------ | ----------- | ---------- |
| R. Collmann     | 1             | 0             | 0             | 0             | 0                 | 0                 | 0                 | 0                 | 1        | 0      | 0           | 0          |
| L. Denz         | 38            | 8             | 3             | 0             | 1                 | 0                 | 0                 | 0                 | 39       | 8      | 3           | 0          |
| K. Eickels      | 36            | 5             | 2             | 0             | 1                 | 0                 | 1                 | 0                 | 37       | 5      | 3           | 0          |
| W. Emmerich     | 22            | 5             | 0             | 0             | 0                 | 0                 | 0                 | 0                 | 22       | 5      | 0           | 0          |
| D. Ferner       | 40            | 0             | 0             | 0             | 1                 | 0                 | 0                 | 0                 | 41       | 0      | 0           | 0          |
| W. Heck         | 34            | 17            | 6             | 0             | 1                 | 0                 | 0                 | 0                 | 35       | 17     | 6           | 0          |
| W. Hoffmann     | 20            | 3             | 2             | 0             | 1                 | 0                 | 0                 | 0                 | 21       | 3      | 2           | 0          |
| R. Künkel       | 36            | 15            | 2             | 0             | 1                 | 0                 | 0                 | 0                 | 37       | 15     | 2           | 0          |
| J. Marcinkowski | 16            | 0             | 0             | 0             | 0                 | 0                 | 0                 | 0                 | 16       | 0      | 0           | 0          |
| G. Michl        | 14            | 0             | 0             | 0             | 0                 | 0                 | 0                 | 0                 | 14       | 0      | 0           | 0          |
| G. Müller       | 13            | 0             | 1             | 0             | 1                 | 0                 | 1                 | 0                 | 14       | 0      | 2           | 0          |
| W. Müller       | 16            | 1             | 3             | 0             | 1                 | 0                 | 0                 | 0                 | 17       | 1      | 3           | 0          |
| F. Niederländer | 20            | 0             | 1             | 0             | 0                 | 0                 | 0                 | 0                 | 20       | 0      | 1           | 0          |
| H. Reitz        | 8             | 0             | 0             | 0             | 0                 | 0                 | 0                 | 0                 | 8        | 0      | 0           | 0          |
| N. Rolshausen   | 2             | 0             | 1             | 0             | 0                 | 0                 | 0                 | 0                 | 2        | 0      | 1           | 0          |
| P. Rubeck       | 3             | 0             | 0             | 0             | 0                 | 0                 | 0                 | 0                 | 3        | 0      | 0           | 0          |
| N. Schmidt      | 31            | 0             | 3             | 0             | 1                 | 0                 | 0                 | 0                 | 32       | 0      | 3           | 0          |
| E. Schmitt      | 35            | 0             | 0             | 0             | 1                 | 0                 | 0                 | 0                 | 36       | 0      | 0           | 0          |
| W. Schreiner    | 3             | 0             | 0             | 0             | 0                 | 0                 | 0                 | 0                 | 3        | 0      | 0           | 0          |
| A. Schwarz      | 5             | 1             | 0             | 0             | 0                 | 0                 | 0                 | 0                 | 5        | 1      | 0           | 0          |
| A. Schöpfer     | 18            | 0             | 1             | 0             | 0                 | 0                 | 0                 | 0                 | 18       | 0      | 1           | 0          |
| H. Selling      | 0             | 0             | 0             | 0             | 0                 | 0                 | 0                 | 0                 | 0        | 0      | 0           | 0          |
| E. Traser       | 36            | 1             | 3             | 0             | 1                 | 0                 | 0                 | 0                 | 37       | 1      | 3           | 0          |
| H. Traser       | 28            | 10            | 4             | 0             | 1                 | 0                 | 0                 | 0                 | 29       | 10     | 4           | 0          |
| E. Unger        | 26            | 1             | 1             | 0             | 1                 | 1                 | 0                 | 0                 | 27       | 2      | 1           | 0          |
| M. Zintl        | 0             | 0             | 0             | 0             | 0                 | 0                 | 0                 | 0                 | 0        | 0      | 0           | 0          |